# حسين أباد عرب شيباني (خبريز)
حسین أباد عرب شیباني (بالفارسية: حسین‌آباد عرب شیبانی) هي قرية تقع في إيران في قسم خبریز الريفي. يقدر عدد سكانها بـ 187 نسمة .